# 三星Galaxy A21s
三星Galaxy A21s是一款由韩国三星电子于2020年5月推出的中阶Android智能手机，隶属于三星Galaxy A系列，为三星Galaxy A20s的后继产品。包括SM-A217F、SM-A217F/DS、SM-A217F/DSN、SM-A217M以及SM-A217M/DS五个型号。搭载Android 10操作系统以及One UI 2.5用户界面。